# قورينية
قورينية (باللاتينية: Cyrene)، هي مدينة تاريخية قديمة تقع في شرق ليبيا، وتُعرف اليوم بموقعها قرب مدينة شحات في إقليم برقة. أسسها الإغريق في القرن السابع قبل الميلاد، وكانت من أهم المستعمرات اليونانية في شمال أفريقيا، واشتهرت بموقعها الجغرافي المرتفع ومناخها المعتدل. 

## التأسيس والتاريخ القديم
- تأسست قورينية عام 631 ق.م على يد مهاجرين إغريق من جزيرة ثيرا (سانتوريني حاليًا)، بقيادة باتوس الأول، الذي أصبح أول ملوك المدينة.
- ازدهرت المدينة خلال العصور اليونانية والرومانية، وبلغت ذروتها في القرن الرابع قبل الميلاد، حيث كانت مركزًا ثقافيًا وتجاريًا هامًا في المنطقة

## أهم سمات المدرسة القورينائية
كانت الأخلاق في نظر القورينائية هي الفرع الوحيد المفيد من بين فروع الفلسفة، وغاية الأخلاق هي الاستمتاع باللذة الجُزئيَّة بِنْت ساعتِها، والاستمتاع في نظرهِم هو الخيرُ الأوحدُ الذي ينبغي أن يُشتهى لذاته، وأساس هذا الرأي هو - من ناحية - أنهم لاحظوا أن الغريزة الطبيعية الرئيسة في جميع الكائنات الحية هي طلب اللذة وتجنب الألم، وهو - من ناحية أخرى - نظريّة في المعرفة تُنكر معرفة الموضوعات الخارجية وتقصير المعرفة على مجال الاحساسات، فأنا أَحُسُّ بالحلاوة لكنني لا أستطيع أن أعرِفَ أنَّ العسلَ حُلْوٌ؛ واللذة والألم حَرَكَتان وهما من هذه الناحية احساسان مُوجبان، أمّا مُجرّد غياب الألم فليس لذّة ولا ألمًا. والماضي والمستقبل كلاهما لا يُثير الحركة المباشرة، وإذن فلا ينبغي للفيلسوف أن يَشْعُرَ بأيِّ أسىً له على الماضي ولا أن يَكُدَّ في سبيل المستقبل، كلا وليس له أنّ يقرَّ باطل الرأي أو الحسد أو الخرافة ما دامت احساساته المباشرة هي المعرفة الوحيدة. 
وبناءً على ذلك كان إشباع اللذة في الحال هو الهدفُ الوحيد، وجميع الأفعال والحالات والفضائل الاجتماعية والأخلاقية لا تنصف في ذاتها بخير ولا شر. وهي ليست خيرًا إلاَّ بقدر ما تُتيح لنا هذه الغاية. 
لكن القورينائيين قد رأوا - بالإضافة إلى ذلك - أنّ السعادةَ ليست في الخضوع لِلَذّةٍ ولكنْ في السيطرة عليها؛ وتختلف اللذات من حيث الدرجة، وقد يعقب اللذة الحاضرة ألم أقوى منها، ومن هنا لا يجوز لنا أن نغفل ما يترتب على الفعل من نتائج. وسلاح الفيلسوف - إذا ما كان عليه أن يختار- هو الذكاءُ العمليّ الذي يمكن أن يعلم ويدرب، وفن الحياة هو معالجة الظروف على نحو ذكي، وهو تكيُّف المرء تكيفًا بصيرًا بهذه الظروف لكي ينال اشباعه في الحال. 
من هنا لم تكن إجابة الفيلسوف القورينائي عن مشكلات عصرٍ مضطرب هي التخلي والانفصال كما رأى الكلبيُّون، ولكن هي أن نسلِّمَ بتقلُّبات الحظّ وأن نحاول التحكُّم فيها على نحو ذكي من أجل غاية شخصية هي اللذة، فَـرَبُّ الحصان أو السفينة - فيما قالوا ليس هو من يتنحّى عن استخدامه (أو استخدامها)، بل هو مَن يَعرف كيف يقوده (أو يقودها) في الاتجاه الصحيح. 
لكن صعوبة التوفيق بين الغاية الحسية والوسائل العقلية، بين المنبه الخارجي والسيطرة العقلية كانت تُؤرق المدرسة، فقد حاول تيودورس أن يحرَّر نفسه من الاعتماد على الأشياء الخارجية بأن يعيد تحديد غاية الأخلاق بأنها - وإن كانت حسية ما تزال- حالة من حالات العقل في السُّرور الناتج عن الحكمة، وقال تيودورس بالاكتفاء الذاتي على الطِراز الكلبي؛ إذ يمكن تحصيل الإشباع عن طريق أيِّ فعلٍ من الأفعال على أساس منفعته لفاعله. 
أما هيجيزياس، فقد أكّد أن اللذة والألم يتوقفان إلى حدٍّ كبيرٍ على موقفنا من الظروف الخارجية من فقر وثروات وسلالة... إلخ، وهي التي ليست بذاتها لذيذة أو مؤلمة؛ لكنه أثبت على نحو بيِّن أن التشاؤم هو على الأرجح ما قد ينتج عن الموقف الأصلي الذي نُسلِّم فيه بأن اللذة مستحيلة التحقيق، وأنّ ليس في استطاعة الفيلسوف أن يُخفِّف من وطأة الألم.
أما أنيسيريس، فقد لطَّفَ من حِدّة الموقف المُشكل على نحو آخر، وذلك بأن أباح إلى حد ما لذائذ الصداقة والوطنية، وبهذا أثار مُشكلة المشاعر الايثارية التي سَبَق أنْ أنكرتها المدرسة على أساس نزعتها إلى اللذة الأنانية. 

## المعالم الأثرية البارزة
- معبد زيوس: يُعتبر من أكبر المعابد الإغريقية في شمال إفريقيا، ويتميز بأعمدته الضخمة وتصميمه الكلاسيكي.
- معبد أبولو: يُعد من أقدم المعابد في المدينة، ويعكس الطراز المعماري الإغريقي القديم.
- الآغورا: الساحة العامة التي كانت مركزًا للحياة السياسية والاجتماعية في المدينة.
- المسرح اليوناني: يتسع لآلاف المتفرجين، وكان يُستخدم للعروض المسرحية والمناسبات العامة.
- الحمامات الرومانية: تعكس تطور نظام الاستحمام والتدفئة في العصور القديمة